# جون باسيل لامار
جون باسيل لامار (بالإنجليزية: John Basil Lamar)‏ هو سياسي أمريكي، ولد في 5 نوفمبر 1812 في ميلدغفيل في الولايات المتحدة، وتوفي في 15 سبتمبر 1862 في الولايات المتحدة. حزبياً، نشط في الحزب الديمقراطي. وقد انتخب عضو مجلس نواب جورجيا وانتخب عضو مجلس النواب الأمريكي.